# 鶴岡市立あつみ小学校
鶴岡市立あつみ小学校（つるおかしりつ あつみしょうがっこう）は、山形県鶴岡市の旧西田川郡温海町域にある公立小学校。

## 概要
本校は、複式学級の解消を目的とした鶴岡市の学区再編に基づき開校した。なお、校舎は、旧温海小学校の校舎を使用する。

## 所在地
- 山形県鶴岡市温海字荻田240-1

## 学区
- 鶴岡市の旧温海町域。

## 沿革
- 2016年（平成28年）
  - 4月1日 - 開校。
  - 4月9日 - 体育館にて、開校式挙行[1]。

## アクセス
- 庄内交通あつみ温泉戸沢線（山五十川経由）路線バスで、「あつみ小学校前」バス停下車。
- JR羽越本線温海駅から、約1km・徒歩で約15分、車で約2分。
- 鶴岡市役所温海庁舎（旧:温海町役場）から、
  - 約630m・徒歩で約10分、車で約1分。
  - 庄内交通あつみ温泉戸沢線（山五十川経由）路線バスで「あつみ小学校前」バス停まで3分。

## 周辺
- 山形県道44号余目温海線
- 日本海東北自動車道 - 近くを通るだけで、インターチェンジは無い。
  - あつみトンネル
- 温海川
- 鶴岡市消防本部消防署温海分署
- 山形県道348号温海川木野俣大岩川線